# Con đường Hồng Kông
Con đường Hồng Kông (tiếng Trung: 香港之路) là một chiến dịch chính trị hòa bình được tổ chức tại Hồng Kông nhân kỷ niệm 30 năm của Con đường Baltic. Các nhà tổ chức ước tính có 210.000 người tham gia, để thu hút sự chú ý đến phong trào chống dự luật dẫn độ năm 2019 và 5 yêu cầu về trách nhiệm giải trình của chính phủ và các quyền tự do dân chủ mở rộng. Vào đêm ngày 23 tháng 8 năm 2019, người Hồng Kông đã chung tay tạo ra một chuỗi người dài 50 km, trải dài cả hai bên cảng Victoria và trên đỉnh núi Sư Tử.
Hành động này được lấy cảm hứng từ cuộc biểu tình Con đường Baltic năm 1989, có sự tham gia của 2 triệu người, góp phần vào của sự kiểm soát của Nga đối với khu vực. Sự kiện Con đường Hồng Kông quy tụ những người tham gia dọc theo các tuyến đường tương ứng với ba tuyến MTR chính, tạo thành một chuỗi người với sự tham gia của 135 nghìn người kéo dài khoảng 60 km qua đảo Hồng Kông, Cửu Long và Tân Giới và không bị gián đoạn giao thông.

## Cảm hứng

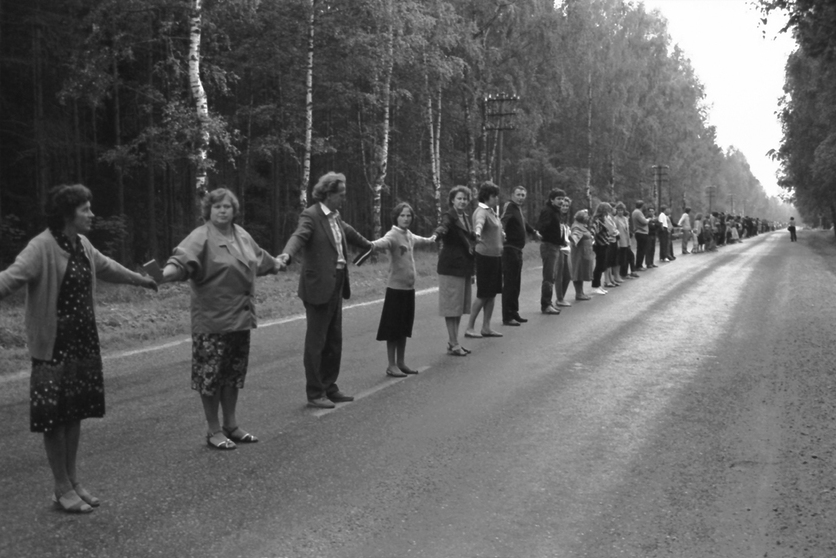
Con đường Baltic ở Latvia.

Hành động này được lấy cảm hứng từ một sự kiện tương tự xảy ra cách đây 30 năm, vào ngày 23 tháng 8 năm 1989. Con đường Baltic có sự tham gia của 2 triệu người trong chuỗi người trên 675km nối liền các thủ đô của Estonia, Latvia và Litva, như một lời kêu gọi độc lập khỏi Liên Xô. Vào ngày 11 tháng 3 năm 1990, Litva đã trở thành nước cộng hòa đầu tiên của Liên Xô tuyên bố độc lập. Sự độc lập của cả ba quốc gia vùng Baltic được hầu hết các nước phương Tây công nhận vào cuối năm 1991.
Ý tưởng Con đường Hồng Kông đã được đăng lên diễn đàn LIHKG vào ngày 19 tháng 8 năm 2019 với mục tiêu thu hút "thu hút sự chú ý của truyền thông quốc tế, hãy để cho cộng đồng quốc tế thấy quyết tâm và sự đoàn kết của chúng tôi khi đấu tranh cho dân chủ" và "với hy vọng được quốc tế hỗ trợ nhiều hơn."

## Hậu cần và tổ chức

### Tập trung trên đường

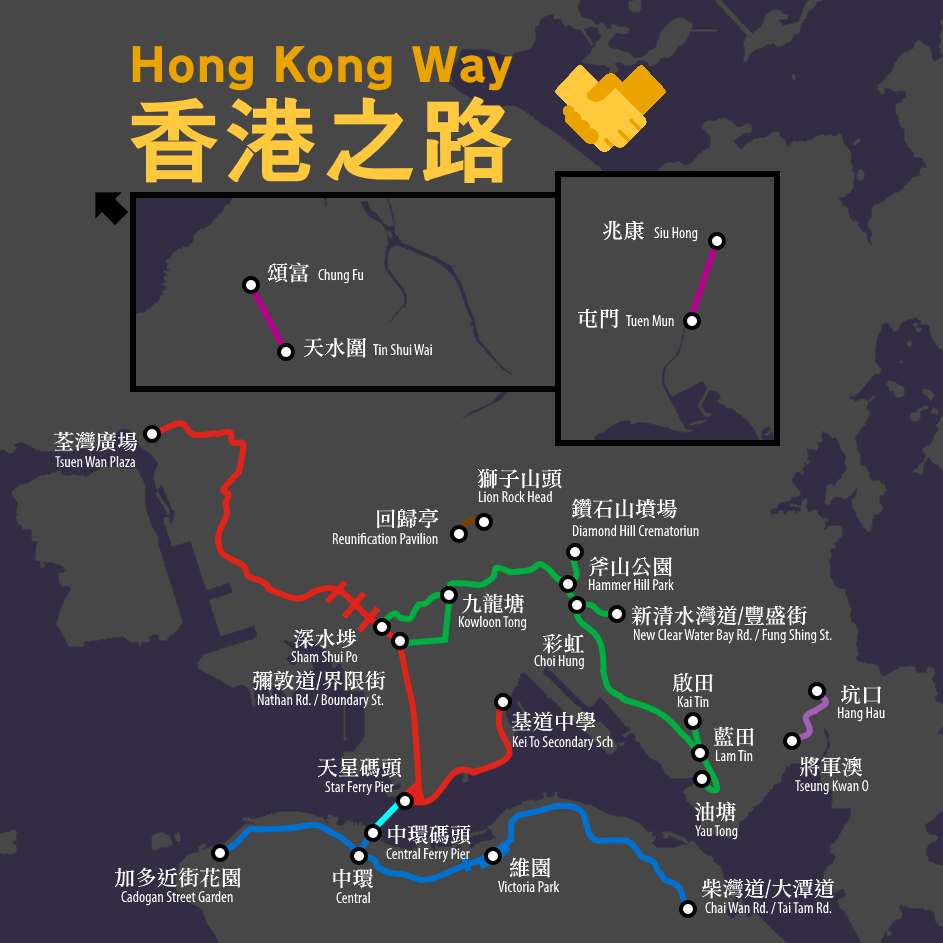
Bản đồ của sự kiện Con đường Hồng Kông

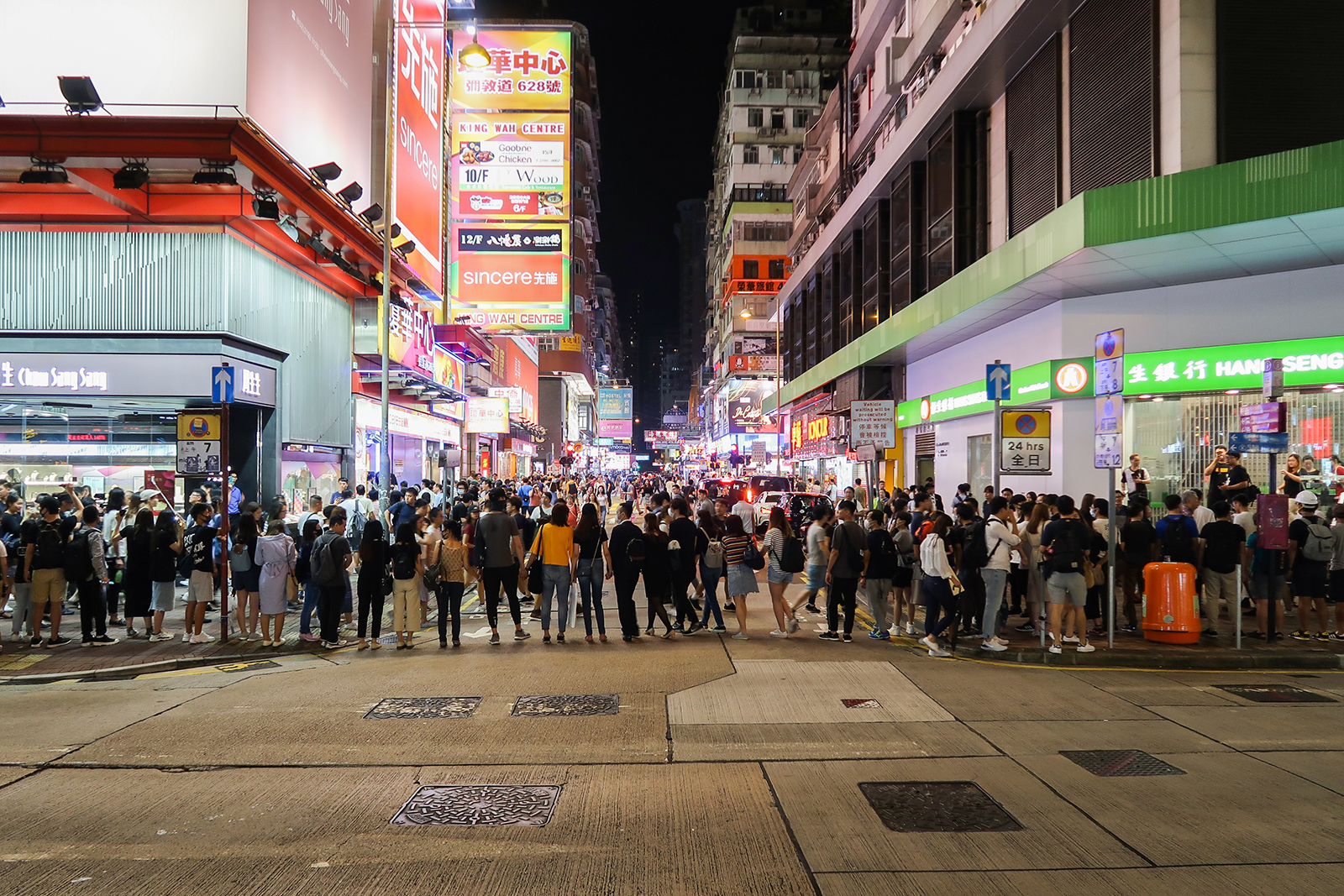
Đường Nathan, Vượng Giác, ngã ba đường Sơn Đông

Sự kiện Con đường Hồng Kông được tổ chức từ các diễn đàn LIHKG, cùng với các nhóm trò chuyện Telegram thời gian thực để hỗ trợ tạo ra chuỗi người. Sự kiện diễn ra trong trường hợp không có sự phản đối của cảnh sát Hồng Kông. Các nhà tổ chức đã tạo ra các video và áp phích, vạch ra lộ trình của chuỗi con người được đề xuất và họ đã sử dụng các kênh Telegram khác nhau cho các khu vực khác nhau trong thành phố. Họ bắt đầu sự kiện vào thứ 6, 23 tháng 8, từ 7 giờ tối đến 8 giờ tối Họ kêu gọi những người tham gia đứng xếp hàng lúc 7 giờ tối trên vỉa hè dọc theo ba tuyến MTR chính ở Hồng Kông và nắm tay nhau, tạo ra ba chuỗi người trên đảo Hồng Kông và Tân Giới như một hình thức phản kháng hòa bình. Các tình nguyện viên đã có mặt tại mỗi trạm MTR để chỉ đạo người biểu tình dọc theo tuyến đường để đảm bảo chuỗi liên tục.

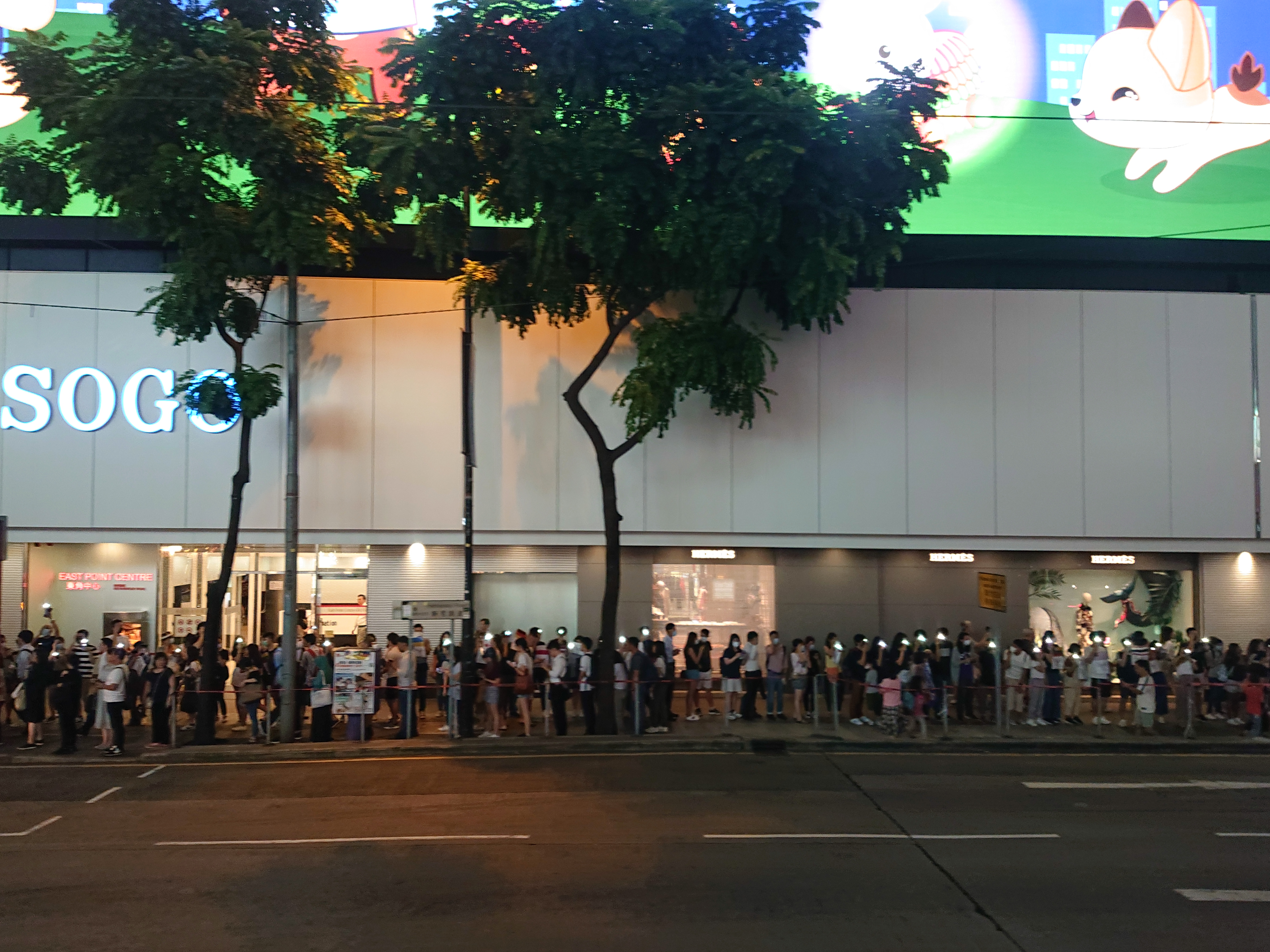
Con đường Hồng Kông bên ngoài cửa hàng bách hóa Sogo ở Vịnh Đồng La.

Những người tham gia đứng dọc theo vỉa hè. Tại các nút giao thông đường bộ, chuỗi liên tục thay đổi sao cho xe cộ có thể lưu thông bình thường. Lúc 9 giờ tối, những người biểu tình cùng nhau che mắt phải bằng một tay, để tượng trưng cho nhân viên sơ cứu bị mất một mắt do bị trúng đạn đậu cảnh sát hồi đầu tháng 8. Tất cả người tham gia đều tâm trạng tích cực, và cuộc biểu tình hoàn toàn ôn hòa. Những người tham gia sự kiện nhanh chóng rời khỏi vị trí khác nhau của họ ngay sau đó.
Chiến dịch tránh North Point, nơi được biết đến là nơi có nhiều người Phúc Kiến địa phương cư trú. Các nhà hoạt động dân chủ trước đây đã bị tấn công bởi những cư dân Phúc Kiến gắn bó, những người đã tấn công dữ dội người biểu tình vào ngày 5 tháng 8.

### 500m so với mực nước biển

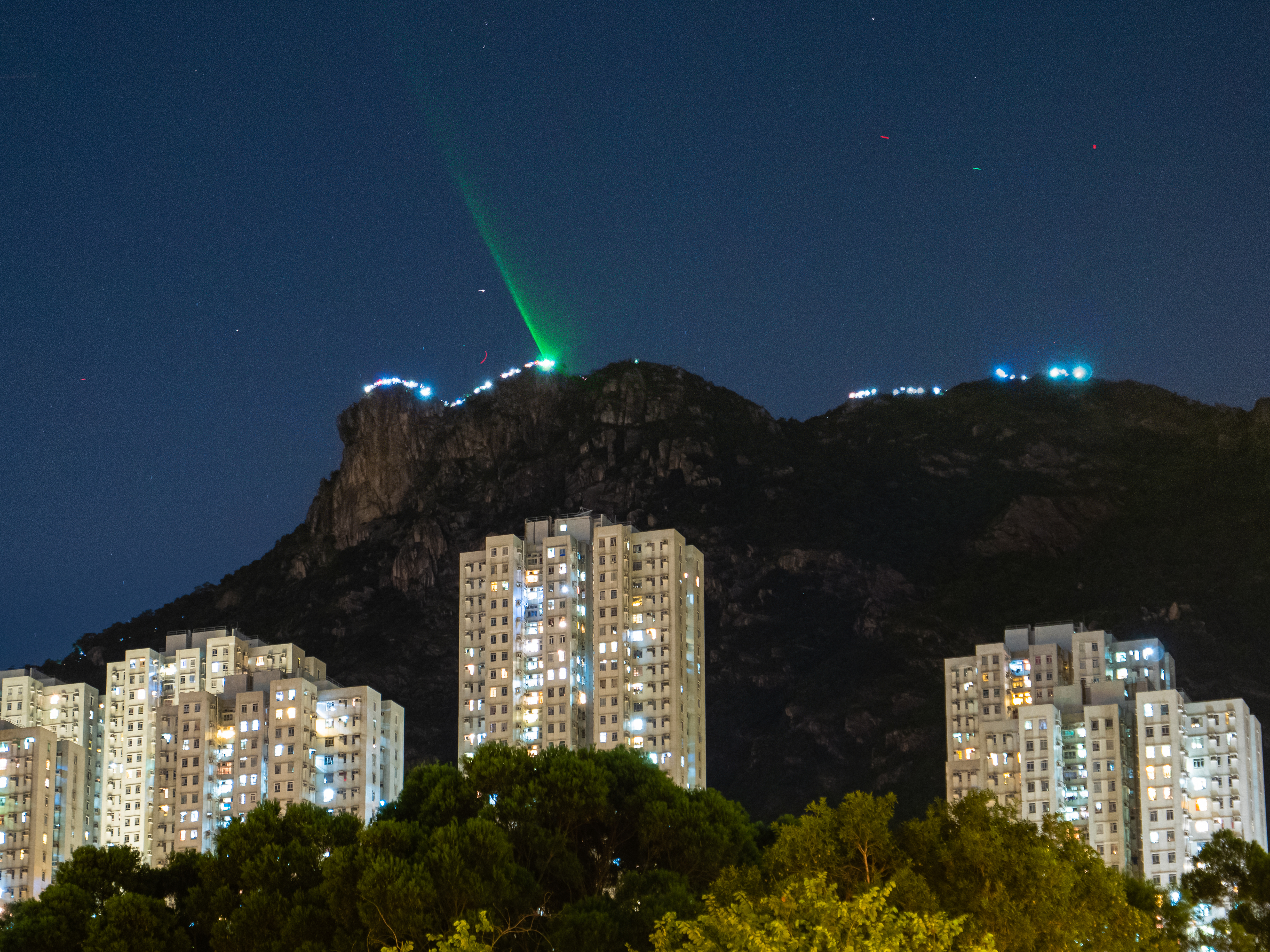
Hơn 1.000 người đã tập trung trên đỉnh Sư Tử Sơn.

Một nhóm những người đi bộ cũng đã mở rộng sự kiện lên núi Sư Tử, một địa danh theo nhiều người tượng trưng cho tinh thần của Hồng Kông và dùng đèn flash thắp sáng. Một nhóm được khởi xướng vào thứ ba, được tổ chức để tách biệt khỏi chiến dịch MTR để không làm mất giá trị của nó. Các nhà tổ chức hy vọng sẽ gửi một thông điệp đoàn kết riêng biệt và riêng biệt với Con đường Hồng Kông. Nó cũng đã thu hút những người chạy bộ, những người đi bộ đường dài và những người yêu thiên nhiên. Nhóm cũng tổ chức một đội để kiểm tra khu vực vào ngày hôm sau và dọn dẹp nếu cần thiết.

## Phản hồi
Khoảng 100 người ủng hộ đã chung tay tại Litva cùng ngày để thể hiện tình đoàn kết với cuộc đấu tranh cho dân chủ của Hồng Kông. Nhà lập pháp Litva Mantas Adomėnas, người đồng tổ chức cuộc biểu tình với Emanuelis Zingeris, cho biết lúc ông 16 tuổi khi tham gia vào Con đường Baltic. Ông nói rằng ông rất ấn tượng với cuộc đấu tranh vì tự do và dân chủ của Hồng Kông và đã đến thăm thành phố trong các cuộc biểu tình năm 2014 và cũng trong lễ kỷ niệm 30 năm của cuộc biểu tình tại Thiên An Môn 1989.
Chính quyền Trung ương Trung Quốc tại Bắc Kinh đã tuyên bố rằng làn sóng phản đối trong 11 tuần trước đã bị "lực lượng nước ngoài" xúi giục và cho đến nay đã không ngừng gọi các cuộc biểu tình là một cách mạng màu, nhưng các học giả đại lục nói rằng tổ chức sự kiện mang tính biểu tượng sự sụp đổ của Liên Xô là "khiêu khích" và sẽ thêm vào mối quan tâm của chính phủ.